# Siphona laticornis
Siphona laticornis là một loài ruồi trong họ Tachinidae.